# Adelsdorf (Lampertswalde)
Adelsdorf, von 1950 bis 1990 Dorf der Jugend, ist ein Ortsteil von Lampertswalde im Landkreis Meißen in Sachsen.

## Lage
Das Straßendorf befindet sich etwa fünf Kilometer nordöstlich der Stadt Großenhain und sechs Kilometer nordwestlich von Lampertswalde an der Kreisstraße 8510.

## Geschichte

### Ortsname und erste urkundliche Erwähnung

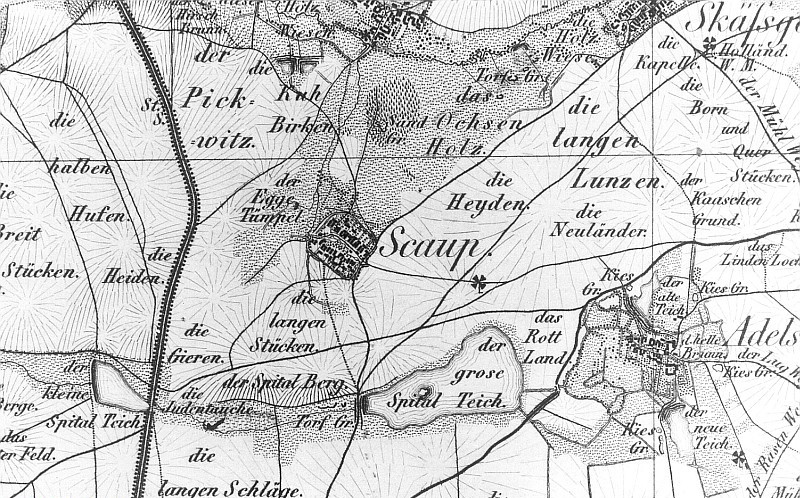
Adelsdorf (rechts) auf einer aus dem Jahre 1841 stammenden Landkarte

Eine erste urkundliche Erwähnung des Ortes findet sich aus dem Jahre 1266 mit dem Namen Adeloldensdorf. Der Ortsname wird als Dorf eines Adalwalt, Adalwolf oder auch Otolf beziehungsweise Adolf gedeutet. Weitere Schreibweisen des Ortsnamens im Laufe der Jahrhunderte waren: Otelfestorf, Adeloldesdorf, Adolfsdorf, Adolfestorff, Adilstorff und Adolfisdorf. Ab dem Jahre 1950 wurde das Dorf in Dorf der Jugend umbenannt. Diesen Ortsnamen behielt der Ort bis zum Jahre 1990, bevor er wieder in Adelsdorf umbenannt wurde.
Ursprünglich als Platzdorf angelegt entwickelte sich die Ortslage später zum Straßenangerdorf. Vorgeschichtlich Funde sind für die Gemarkung nur einige wenige aus der Bronzezeit bekannt. Die Größe des Dorfes wurde zu Zeiten der Ersterwähnung mit elf Hufen angegeben und es gehörte dem Großenhainer Vogt Rulico, der es im Jahre 1266 an das Großenhainer Magdalenenkloster verkaufte. Um 1406 waren in Adelsdorf neun Hüfner ansässig.
Kirchlich war der Ort seit altersher nach Großenhain eingepfarrt. Die Schule mussten die Adelsdorfer Kinder allerdings zunächst in Folbern besuchen. Wirtschaftlich ernährte man sich von der Landwirtschaft. Allerdings wurde bereits im Jahre 1472 südwestlich der Ortslage der sogenannte Spitalteich angelegt, ein etwa 20 Hektar umfassendes Gewässer, welches der Fischzucht diente und im Jahre 1625 dem Amt Großenhain gehörte. Später verlandete der Teich allerdings wieder.

### Das Adelsdorfer Rittergut
Im Besitz des Magdalenenklosters blieb Adelsdorf bis zu dessen Säkularisierung 1540. Anschließend wurde der örtliche Rittersitz wieder hergestellt und das Dorf wurde 1543 an Georg zu Kommerstadt veräußert. Im Jahre 1662 erhielt Adelsdorf, das während des Dreißigjährigen Krieges schwere Zerstörungen und Pestopfer zu beklagen hatte, die Schriftsässigkeit. In der Folgezeit kam es dann noch zu einigen Besitzerwechseln. Genannt werden hier Wolfen Günther von Carlowitz, Ludwig Ernst von Pöllnitz, Friedrich Willhelm von Beichlingen und andere. Ab 1896 wurde das Adelsdorfer Rittergut mit den dazugehörigen Ländereien schließlich vom Reichsmilitärfiskus gepachtet und vom Remontedepot in Kalkreuth als Vorwerk verwaltet, bis es im Jahre 1920 an den sächsischen Staat übertragen wurde.
Der sächsische Kunsthistoriker Cornelius Gurlitt veröffentlichte eine kurze Beschreibung des alten Adelsdorfer Rittergutes in Heft 37 (Amtshauptmannschaft Großenhain (Land)) seiner 1914 erschienenen Schrift Beschreibende Darstellung der älteren Bau- und Kunstdenkmäler des Königreichs Sachsen. Demnach handelte es sich bei dem Herrenhaus um einen langgestreckten rechteckigen Bau mit Walmdach und einem nach dem Wirtschaftshof vorgestrecktem Flügel mit steilem Giebel. In der Mitte des Hauptdaches fand sich ein Dachreiter mit Welscher Haube, welcher als Glockenturm diente. Die Stallgebäude waren mit Mansarddächern versehen und die Durchfahrt zum Wirtschaftshof hatte breite Korbbogentore.
Kurz vor Ende des Zweiten Weltkriegs wurden noch am 1. Mai 1945 sieben auf einem Todesmarsch zurückgebliebene KZ-Häftlinge in Adelsdorf ermordet. Kurz darauf wurde nahezu der gesamte Ort beim Einrücken der Roten Armee von dieser in Brand gesteckt.

### Das „Dorf der Jugend“
Nach dem Krieg kam es im Zuge der Bodenreform in der Sowjetischen Besatzungszone zur Aufteilung der landwirtschaftlichen Flächen  des Adelsdorfer Staatsguts (des ehemaligen örtlichen Ritterguts) und zum Wiederaufbau des Dorfes, welches zu 97 Prozent zerstört war.

Das zerstörte Adelsdorf im Jahre 1947
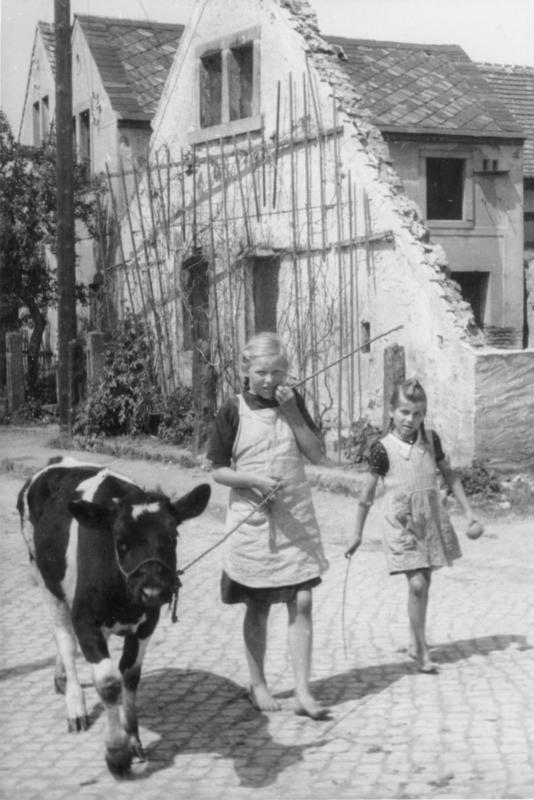
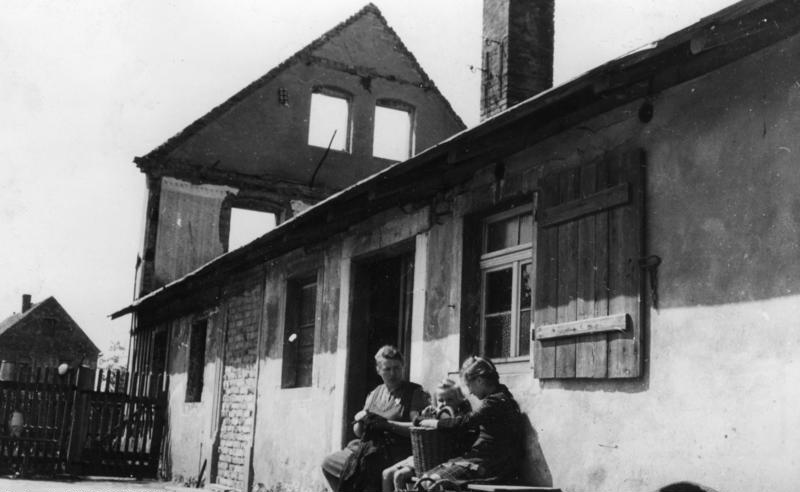
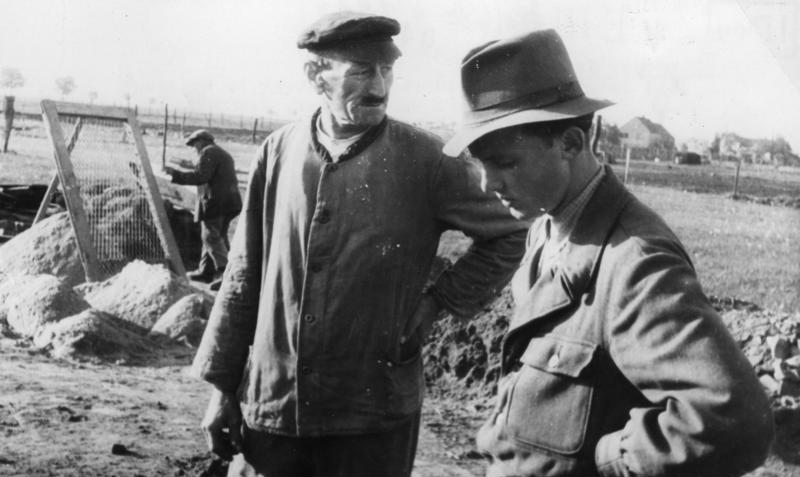
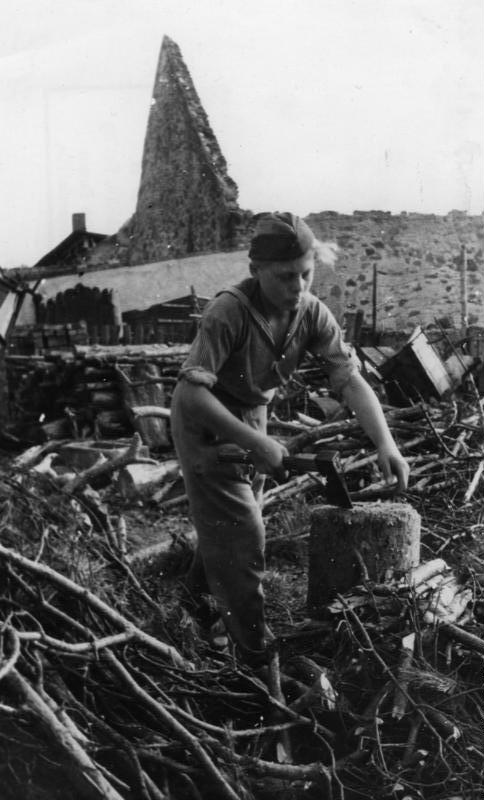

Es wurde vor Ort mit Unterstützung der Kreisverwaltung und des Jugendverbandes Freie Deutsche Jugend (FDJ) das Hilfswerk „Dorf der Jugend“ gegründet, wobei die hier eingesetzten Jugendlichen unter anderem beim Aufbau und der Reparatur der örtlichen Gebäude halfen sowie auf einem neu entstandenen Lehrbauernhof landwirtschaftliche Berufe erlernen konnten. Über einhundert Wohnhäuser, Ställe und Scheunen waren bis zum Spätsommer 1950 mit Hilfe der freiwilligen und unbezahlte Arbeitsleistung der Jugendlichen entstanden und so wurde Adelsdorf am 1. September 1950 in „Dorf der Jugend“ umbenannt. Ein ähnliches Projekt hatte es in jener Zeit auch in Berga bei Schlieben im heutigen Landkreis Elbe-Elster gegeben, welches später allerdings wieder einschlief.
Bereits zwei Jahre später wurde 1952 im Ort die erste Landwirtschaftliche Produktionsgenossenschaft (LPG) gegründet. Im Jahre 1960 kamen zwei weitere Landwirtschaftliche Produktionsgenossenschaften hinzu. Alle drei Genossenschaften wurden später der LPG in Lampertswalde zugeordnet.
In der Wendezeit kam es im Oktober 1990 schließlich zu einer Bürgerbefragung im Ort und nach vierzig Jahren erhielt die Ortschaft wieder ihren alten Namen Adelsdorf. Am 1. Januar 1997 folgte dann schließlich die Eingemeindung nach Lampertswalde.

Adelsdorf im Jahre 1950
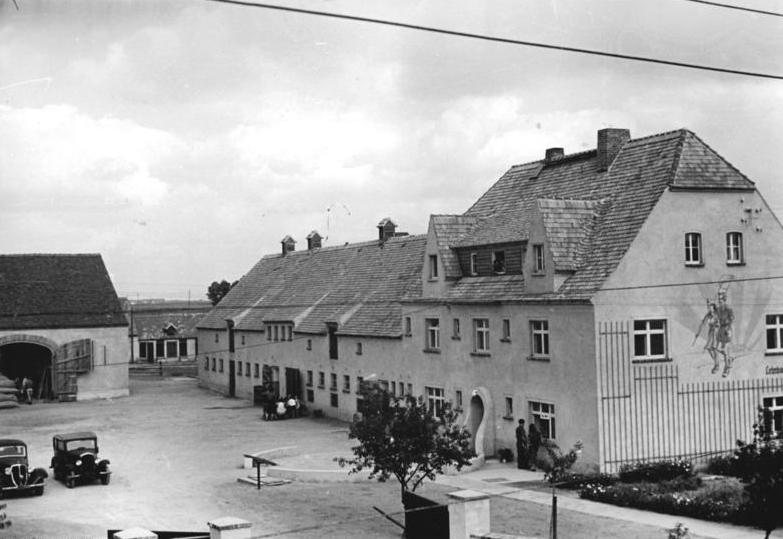
Lehrbauernhof in Adelsdorf
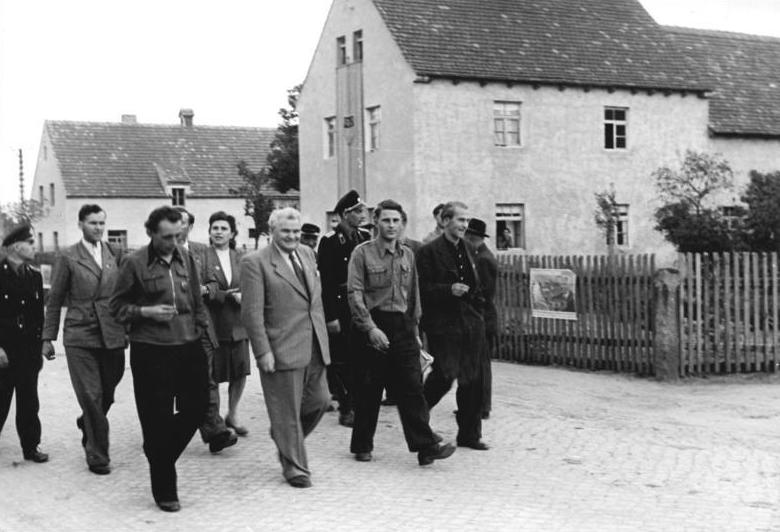
Besuch des sächsischen Ministerpräsidenten Max Seydewitz

## Kultur und Sehenswürdigkeiten

### Denkmäler
In der örtlichen Denkmalliste sind mehrere historische Denkmäler und Gebäude verzeichnet.
In der Eichenstraße 23 befindet sich ein etwa um 1920 entstandener Dreiseitenhof mit Wohnhaus, Stallanbau und Scheune unter Denkmalschutz. Er hat eine ortsgeschichtliche Bedeutung für den Wiederaufbau des Ortes nach dem Zweiten Weltkrieg, da es sich hier um den um 1950 eingerichteten Lehrbauernhof handelt. Das im Heimatstil errichtete Wohnhaus ist ein zweigeschossiger Putzbau mit Krüppelwalmdach, rundbogigem Eingangsbereich und einer hölzernen Oberlaubengalerie. Der Wirtschaftsanbau schließt sich linkerhand dem Wohnhaus an und ist eingeschossig und wie die Scheune des Bauernhofes, mit einem Satteldach versehen.
Ebenso unter Denkmalschutz stehen die Reste einer 1856 entstandenen Turmholländerwindmühle. Diese befinden sich an der Ortsumgehungsstraße in Richtung Folbern. Ganz in der Nähe ist auch ein in der ersten Hälfte des 20. Jahrhunderts errichtetes Transformatorenhäuschen zu finden, das in der Gegenwart als Baudenkmal gilt.
Ein Gefallenendenkmal aus dem Jahre 1922 erinnert an die im Ersten Weltkrieg gefallenen Soldaten aus Adelsdorf, ein weiteres an die sieben im Mai 1945 erschossenen KZ-Insassen. Ein in einen Ehrenhain integriertes Denkmal gedenkt schließlich des Wiederaufbaus des Dorfes nach dem Zweiten Weltkrieg.

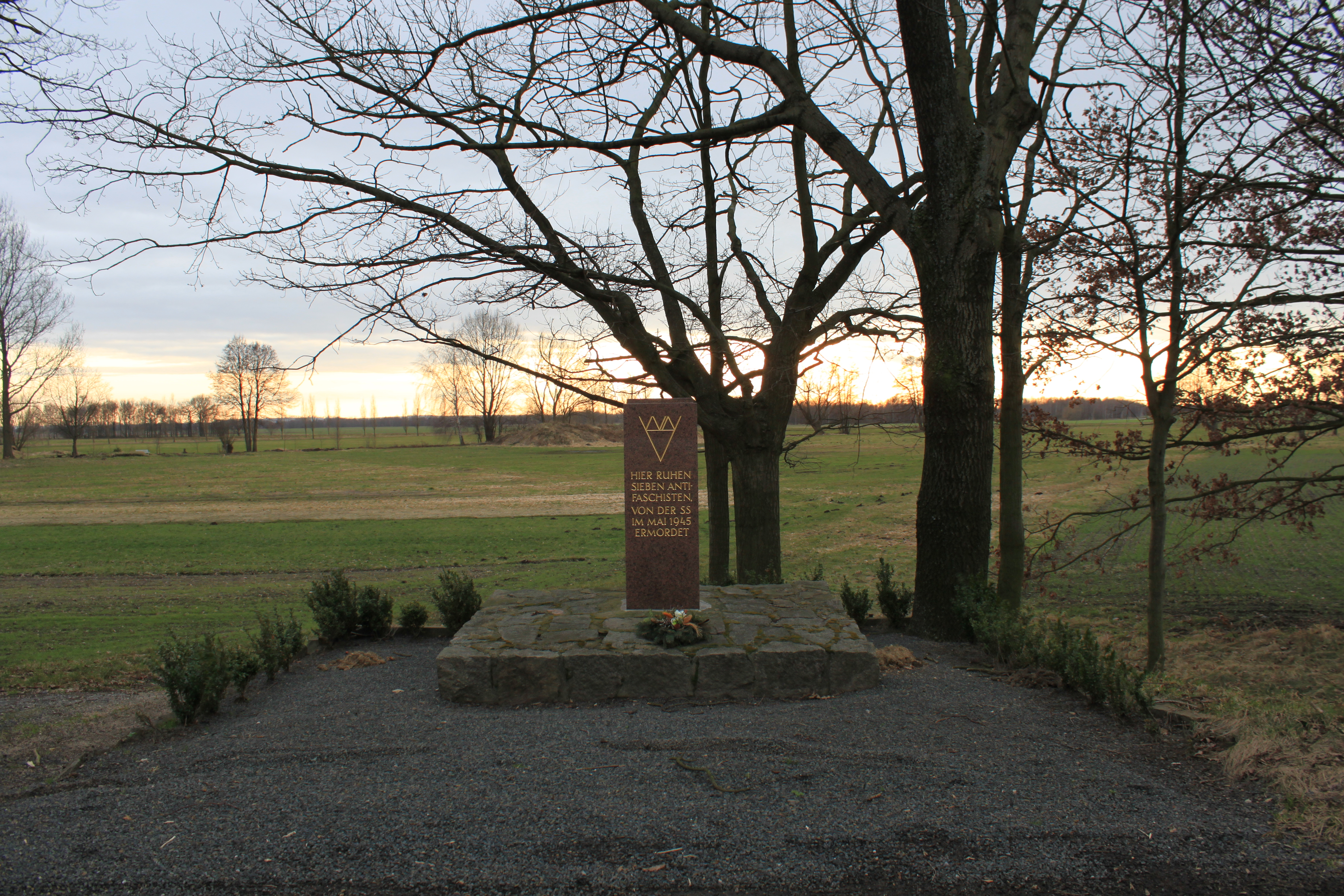
Denkmal für die sieben ermordeten KZ-Häftlinge
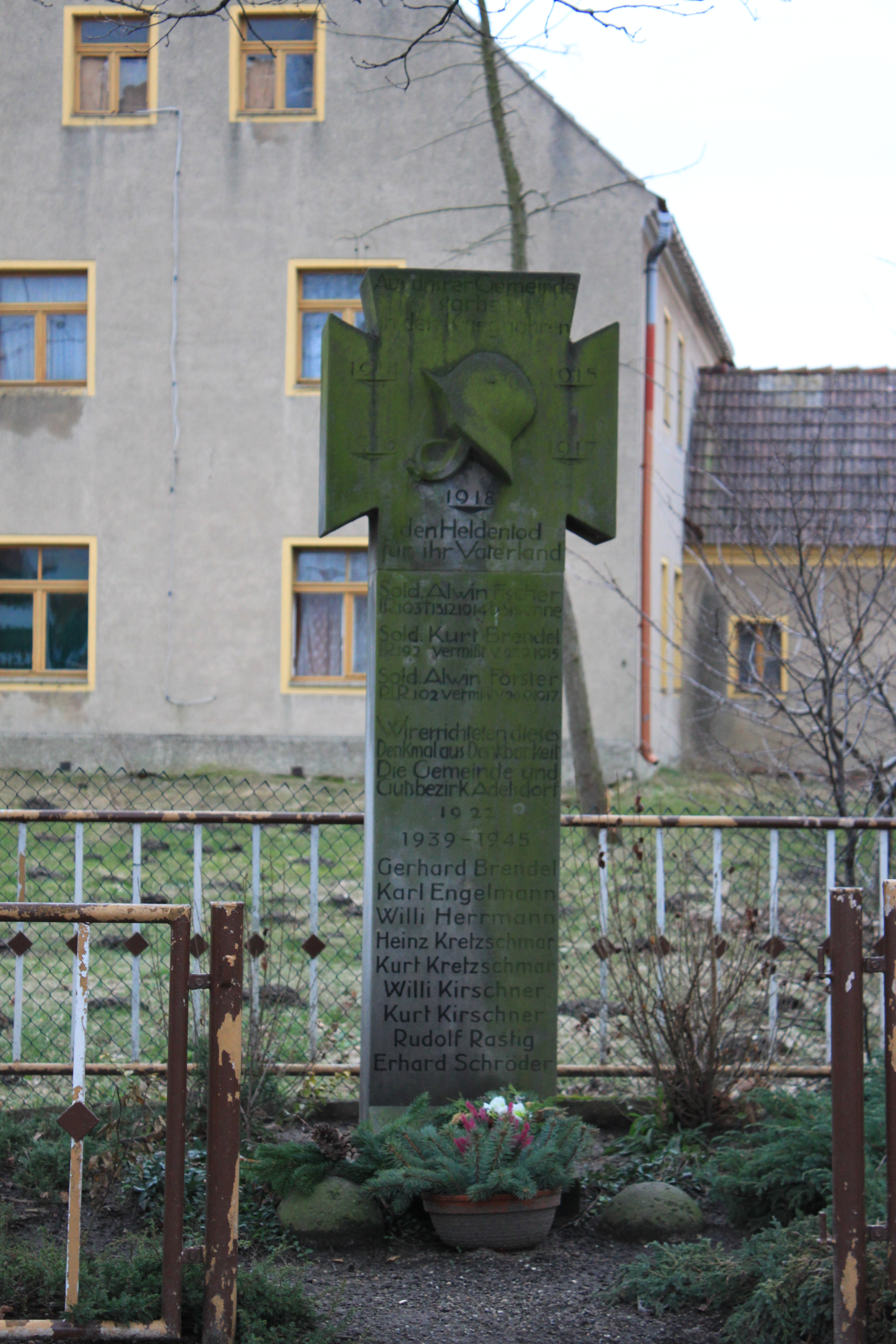
Gefallenendenkmal des Ersten Weltkriegs
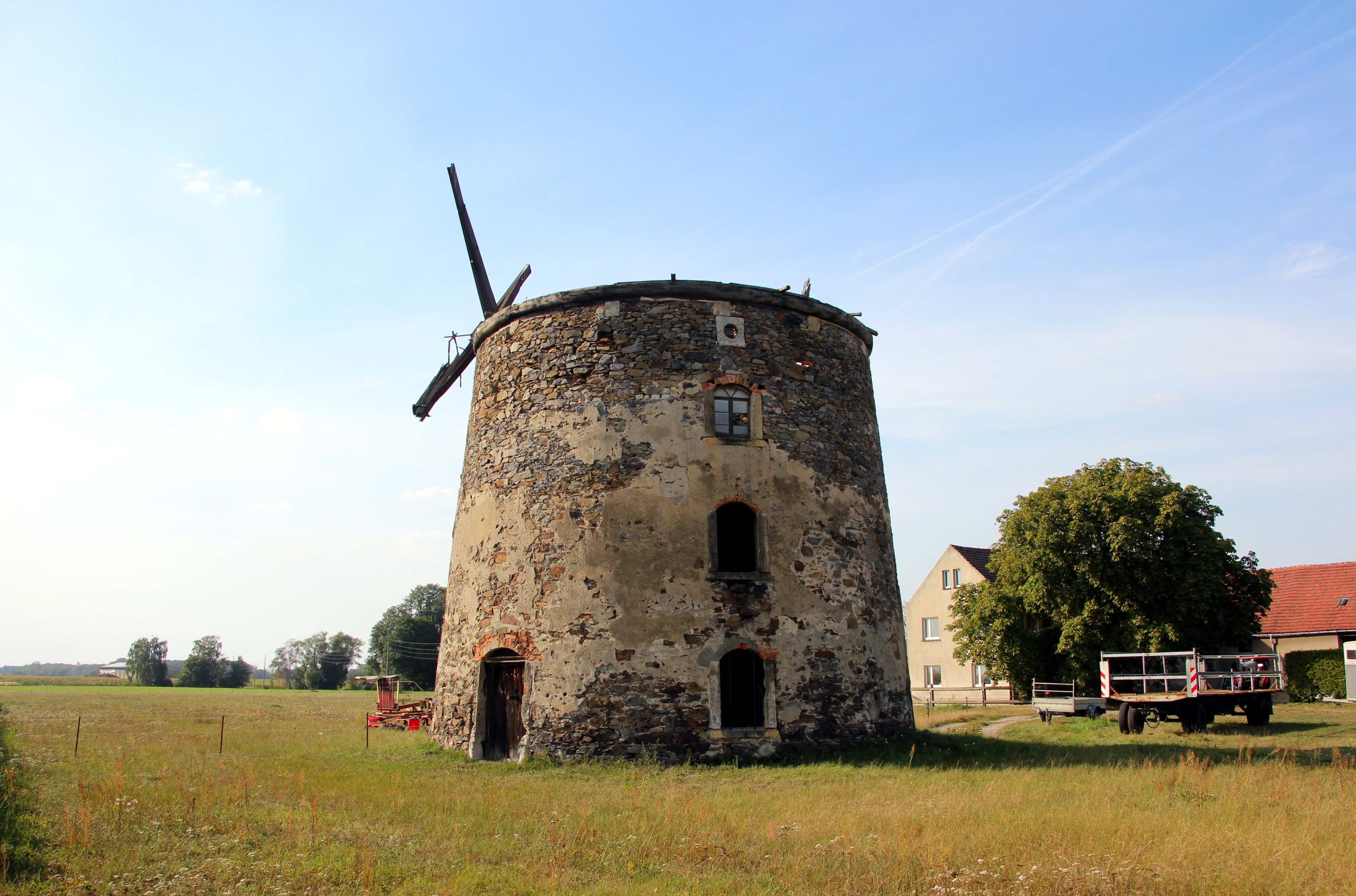
Reste der Turmholländerwindmühle (2023)

### Vereinsleben
Aktive Vereine im Ort sind neben der Freiwilligen Feuerwehr unter anderem der Adelsdorfer Heimatverein und das Adelsdorfer Dumperteam.

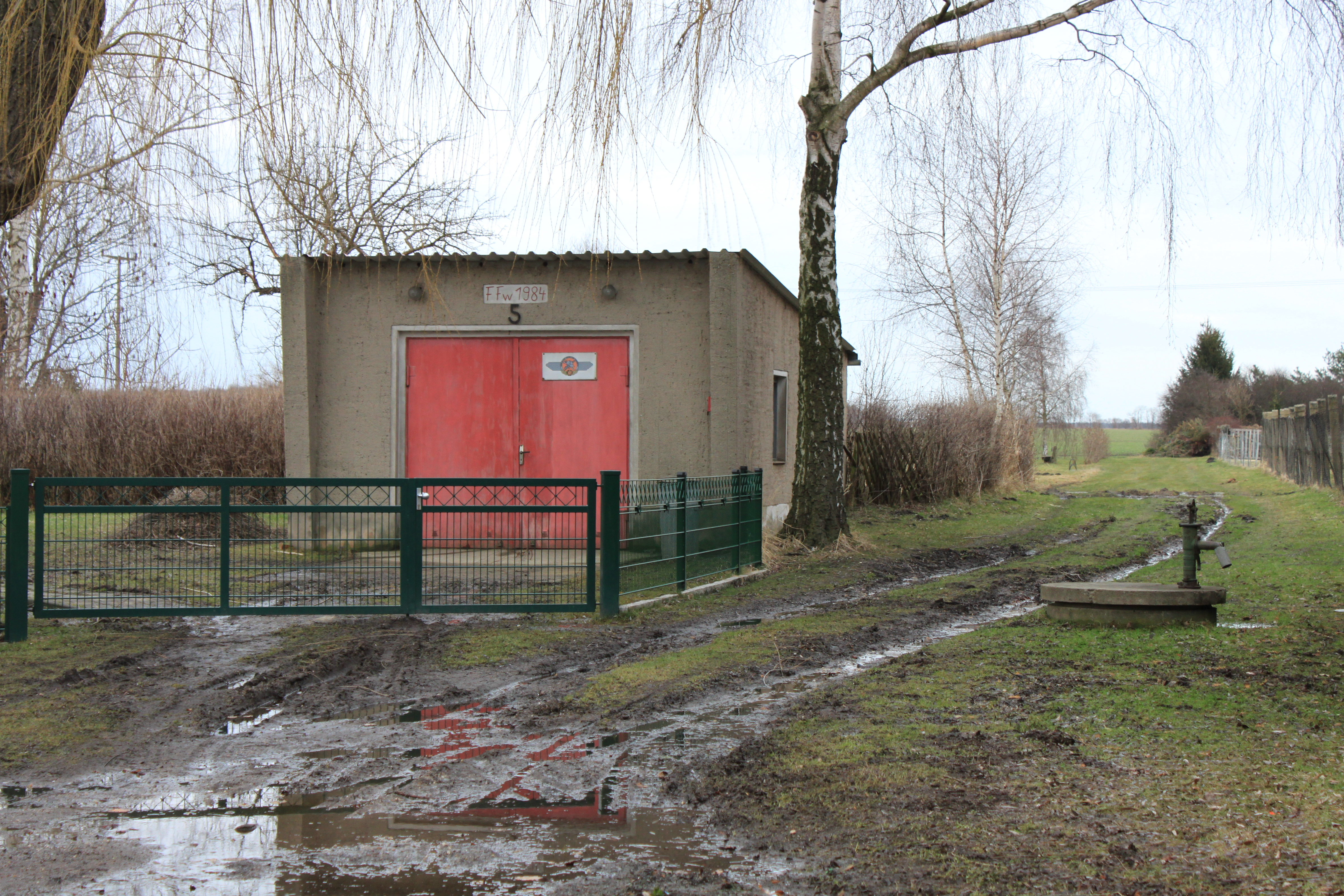
Feuerwehrhaus der Freiwilligen Feuerwehr
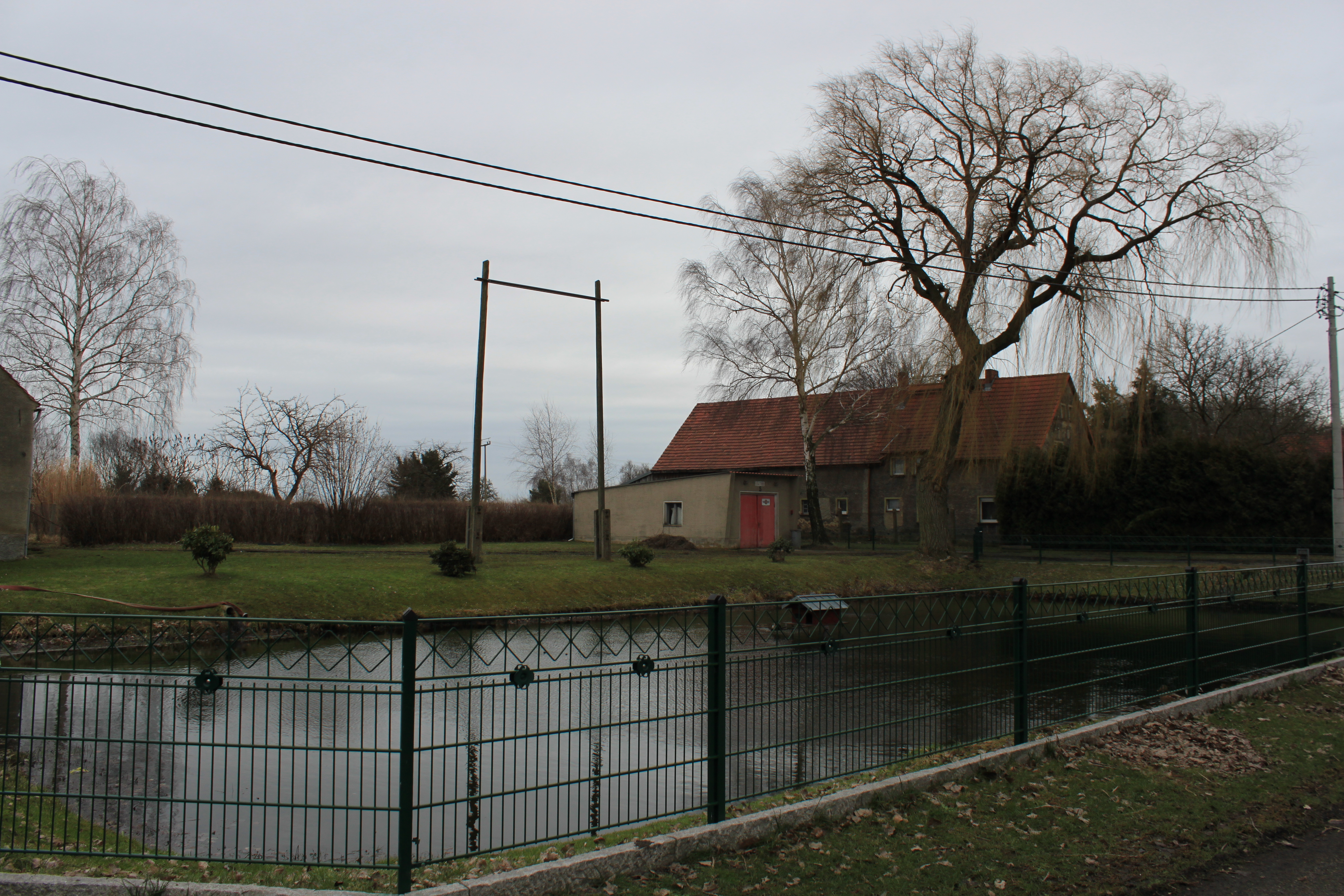
Löschwasserteich